# Moleculaire biologie
Binnen het vakgebied van de moleculaire biologie bestudeert men de processen in cellen op het kleinste functionele niveau, namelijk dat van de biomoleculen. Er wordt een grote verscheidenheid aan technieken gebruikt, met als doel de werking van de cel te doorgronden.

## Methoden
Om levensprocessen op moleculair niveau te kunnen bestuderen, worden uit de natuur- en scheikunde afkomstige technieken gebruikt. Een lijst van voorbeelden:
- moleculaire genetica
  - genetische technologie zoals transgene organismes en knock-outs,
  - sequencing
- NMR (kernspinresonantie)
- chromatografie
- gelelektroforese
- immunocytochemie
- elektrofysiologie / fysiologie
- elektronenmicroscopie
- PCR (polymerasekettingreactie)

## Toepassingen
Met ieder van bovengenoemde technieken kunnen binnen de biologie onderzoeksvragen worden beantwoord over hoe organismen in elkaar zitten. Belangrijk hierbij is het onderscheiden van verschillende moleculaire onderdelen in de cel: het genetisch materiaal in de celkern, de eiwit-machinerie en het cytoplasma. Elk van deze onderdelen vereist verschillende technieken om opheldering te geven.

### Genetisch onderzoek
Toen Francis Crick en James Watson in 1953 de structuur van het DNA ontrafelden, werd het langzaam duidelijk dat dit een methode was om genetische informatie op te slaan als een soort blauwdruk. Later zag men dat er eenheden van erfelijke informatie waren, namelijk de genen. Bij het onderzoek naar de functie van deze genen is het belangrijk om de sequentie van het DNA te bepalen. De sequentie bestaat een lange keten van 4 mogelijke basen, te weten:
- Adenine (A),
- Guanine (G),
- Thymine (T) en
- Cytosine (C).

Om de sequentie te bepalen zijn verschillende tussenstappen nodig. Ten eerste moet het DNA geëxtraheerd worden uit de cel. Dit wordt gedaan door de cel in een oplossing te doen en dan de cellen kapot te maken. Hierdoor komt het cytoplasma uit de cel, samen met de nucleus (celkern). Door de ontstane suspensie vervolgens te centrifugeren kunnen de verschillende cel-onderdelen gescheiden worden. Voor genetisch onderzoek is alleen de fractie nodig waarin de celkernen zitten, de rest kan weggedaan worden. De volgende stap is het amplificeren of vermenigvuldigen van het DNA met behulp van een PCR (Polymerase Chain Reaction). Hierdoor wordt in verschillende stappen het DNA vermenigvuldigd tot een goede concentratie bereikt wordt.

### Eiwitten
Eiwitten en enzymen spelen een belangrijke rol in de cel: ze zorgen voor de vorm, de functie, het onderhoud en zelfs de dood van de cel (apoptose). Bij onderzoek naar eiwitten en enzymen is het belangrijk om de verschillende types te onderscheiden. Er zijn eiwitten die in het cytoplasma zijn opgelost en vrij rond drijven, maar er zijn er ook die in de celmembraan vastzitten. Soms zijn ze opgeslagen in speciale blaasjes (organellen) zoals het golgiapparaat of de mitochondrieën. Een laatste categorie van eiwitten is de groep die zich buiten de cel bevindt, de zogenoemde extracellulaire matrix. Om een bepaald eiwit voor onderzoek te bemachtigen, moeten de cellen eerst weer kapotgemaakt worden, maar nu gebruik je verschillende fracties afhankelijk van het type eiwit dat je wil extraheren. Als de fractie geëxtraheerd is, moet deze gezuiverd worden en het interessante eiwit geïsoleerd worden. Dit kan op verschillende manieren, afhankelijk van wat je met het eiwit wil gaan doen. Een van de opties is met behulp van chromatografie één eiwit te scheiden van alle andere op basis van de eigenschappen: lading, grootte, of affiniteit. Een andere scheidingsmethode is gel-elektroforese (bijvoorbeeld SDS-PAGE), waarbij eiwitten op grootte gescheiden kunnen worden. Nadat de eiwitten gescheiden zijn kunnen ze gelabeld worden met verschillende soorten markers (radioactief of fluorescentie). Dit wordt gebruikt om aan te tonen dat een bepaald eiwit wel of niet aanwezig is. Het is ook mogelijk om de volgorde van de aminozuren te bepalen van een geïsoleerd eiwit.

### Fysiologie
Een cel is een afgesloten eenheid die heel streng is in de regulatie van het interne milieu. Concentraties van verschillende ionen en signaalmoleculen zoals cyclisch AMP en GTP worden binnen strikte grenzen gehouden. Wanneer een cel niet in staat is om deze homeostase te handhaven, kan de cel overgaan tot geprogrammeerde celdood (apoptose). Door te kijken naar verstoringen in het milieu, kan men achterhalen hoe de cel dit voor elkaar krijgt. Hiervoor zijn verschillende methoden beschikbaar, waaronder microdialyse, en voor neuronen ook de patch-clamp techniek. Veel fysiologische studies worden verricht op neuronen (zenuwcellen), omdat deze gevoelig zijn voor signalen die leiden tot de influx van ionen, wat leidt tot een verstoring van het interne milieu van de zenuwcel. Door de verandering kan een actiepotentiaal ontstaan die informatie tussen neuronen kan overbrengen. Omdat deze signalen ontstaan door het binden van een neurotransmitter aan een receptor, kan er gemakkelijk een actiepotentiaal opgewekt worden, en bekeken worden hoe dit op moleculair niveau werkt. Dit gebeurt door het isoleren van een stukje celmembraan met daarin een receptor. Wanneer een neurotransmitter wordt aangeboden, kan er gemeten worden hoeveel ionen er doorgelaten worden per kanaal en hoelang het kanaal open blijft. Verder kan op dezelfde manier in een cel bekeken worden wat het effect van de transmitter is op de membraanpotentiaal. Op deze wijze zijn ook speciale blockers/remmers van receptoren gevonden die geholpen hebben bij de ontwikkeling van medicijnen zoals atropine.